# Lijst van gemeentelijke monumenten in Maastricht, Mariaberg
De buurt Mariaberg in de wijk Maastricht-West in Maastricht heeft 346 panden/objecten die als gemeentelijke monumenten zijn beschreven in 88 regels (monumentnummers). Zie hieronder een overzicht.
| Object | Bouwjaar                                    | Architect                                           | Locatie | Coördinaten                   | Nr.                   | Afbeelding |
| --- | ------------------------------------------- | --------------------------------------------------- | --- | ----------------------------- | --------------------- | --- |
| Dubbelpand; twee winkel-woonhuizen in expressionistische stijl                                                                           | 1920, 1943 (herbouw)                        |                                                     | Ambachtsweg 35-37                                                                                              | 50° 50' 44" NB, 5° 40' 44" OL | 0935/2362             | Dubbelpand; twee winkel-woonhuizen in expressionistische stijl                                                                           |
| Twee woningen; deel van een complex van 83 arbeiderswoningen in expressionistische trant (Blauwdorp)                                     | 1918                                        | Z. Gulden en M. Geldmaker                           | Ambachtsweg 42 en 44                                                                                           | 50° 50' 43" NB, 5° 40' 43" OL | 0935/3391             | Twee woningen; deel van een complex van 83 arbeiderswoningen in expressionistische trant (Blauwdorp)                                     |
| Complex van twaalf modelwoningen aan het Trichterveld                                                                                    | 1947                                        | F. Dingemans                                        | Bankastraat 2-10 (even) , Madoerastraat 1-11 (oneven) , Billitonstraat 7                                       | 50° 50' 34" NB, 5° 40' 8" OL  | 0935/2566 [dode link] | Complex van twaalf modelwoningen aan het Trichterveld                                                                                    |
| Elf geschakelde panden met totaal 13 woningen                                                                                            | 1948                                        | H. Koene                                            | Bankastraat 5-13 (oneven), Guineastraat 1-15 (oneven)                                                          | 50° 50' 32" NB, 5° 40' 11" OL | 0935/2383             | Elf geschakelde panden met totaal 13 woningen                                                                                            |
| Woonhuis in rationalistische stijl | circa 1920                                  |                                                     | Brandenburgerplein 13 A-C                                                                                      | 50° 50' 48" NB, 5° 40' 46" OL | 0935/2424 [dode link] | Woonhuis in rationalistische stijl |
| Dubbelpand; twee woonhuizen in rationalistische stijl                                                                                    | circa 1915-1920                             |                                                     | Brandenburgerweg 18-20                                                                                         | 50° 50' 50" NB, 5° 40' 41" OL | 0935/2425             | Dubbelpand; twee woonhuizen in rationalistische stijl                                                                                    |
| Woonhuis in rationalistische stijl | circa 1915-1920                             |                                                     | Brandenburgerweg 22                                                                                            | 50° 50' 50" NB, 5° 40' 42" OL | 0935/2427             | Woonhuis in rationalistische stijl |
| Woonhuis in rationalistische stijl | circa 1915-1920                             |                                                     | Brandenburgerweg 24                                                                                            | 50° 50' 50" NB, 5° 40' 42" OL | 0935/2428             | Woonhuis in rationalistische stijl |
| Voormalige brouwerij De Zwarte Ruiter en daarna meubelfabriek Artifort                                                                   | 1895                                        |                                                     | Brouwersweg 30 t/m 30C                                                                                         | 50° 50' 54" NB, 5° 40' 28" OL | 0935/2429             | Voormalige brouwerij De Zwarte Ruiter en daarna meubelfabriek Artifort                                                                   |
| Voormalige tramhalte; nu café-woonhuis                                                                                                   | 1924                                        |                                                     | Cannerplein 1                                                                                                  | 50° 50' 39" NB, 5° 40' 46" OL | 0935/2433             | Voormalige tramhalte; nu café-woonhuis                                                                                                   |
| Rijm van drie woningen; deel van een complex van 83 arbeiderswoningen in expressionistische trant (Blauwdorp)                            | 1918                                        | Z. Gulden en M. Geldmaker                           | Cannerplein 5, 6 en 7 (even/oneven)                                                                            | 50° 50' 39" NB, 5° 40' 43" OL | 0935/3425 [dode link] | Rijm van drie woningen; deel van een complex van 83 arbeiderswoningen in expressionistische trant (Blauwdorp)                            |
| Rij van 5 woningen; deel van een complex van 83 arbeiderswoningen in expressionistische trant (Blauwdorp)                                | 1918                                        | Z. Gulden en M. Geldmaker                           | Elisabeth Strouvenlaan 32 t/m 40 (even)                                                                        | 50° 50' 42" NB, 5° 40' 43" OL | 0935/3393             | Rij van 5 woningen; deel van een complex van 83 arbeiderswoningen in expressionistische trant (Blauwdorp)                                |
| Complex van 33 geschakelde woningen |                                             |                                                     | Elisabeth Strouvenlaan 5 t/m 69 (oneven)                                                                       | 50° 50' 44" NB, 5° 40' 46" OL | 0935/3378 [dode link] | Complex van 33 geschakelde woningen |
| Basisschool de Rotonde (inclusief poort)                                                                                                 | begin 20e eeuw (schoolgebouw), 1921 (poort) | Alphons Boosten (schoolgebouw), W. Sprenger (poort) | Elisabeth Strouvenlaan 51a                                                                                     | 50° 50' 42" NB, 5° 40' 47" OL | 0935/2459             | Basisschool de Rotonde (inclusief poort)                                                                                                 |
| Drie portiekflats met etagewoningen | 1954                                        | W. Snelder                                          | Fatimaplein 60-71 (even en oneven), 73-86 en 86a (even en oneven), 88-99 (even en oneven)                      |                               | 0935/2463 [dode link] | Drie portiekflats met etagewoningen |
| R.K. Kerk Onbevlekte Hart van Maria | 1951                                        | A. Boosten                                          | Fatimaplein bij 1                                                                                              | 50° 50' 39" NB, 5° 40' 16" OL | 0935/2462 [dode link] | R.K. Kerk Onbevlekte Hart van Maria |
| Madonnabeeld |                                             |                                                     | Fatimaplein (ongenummerd)                                                                                      | 50° 50' 39" NB, 5° 40' 16" OL | 0935/2564 [dode link] | Madonnabeeld |
| St. Michaelschool | 1951                                        | A. Boosten                                          | Gentiaanstraat 1 – 3 (oneven) Anjelierenstraat 40                                                              | 50° 50' 40" NB, 5° 40' 22" OL | 0935/2469             | St. Michaelschool |
| Drie portiek/etagewoningen | 1954                                        | W. Snelder                                          | Gentiaanstraat 14A t/m 16C, Resedastraat 2A t/m 4C en 10A t/m 12C                                              | 50° 50' 43" NB, 5° 40' 17" OL | 0935/2592             | Drie portiek/etagewoningen |
| Erfafscheiding; muur met pylonen |                                             |                                                     | Ambachtsweg (ongenummerd) bij 40                                                                               | 50° 50' 43" NB, 5° 40' 43" OL | 0935/2360             | Upload foto |
| Erfafscheiding; muur met pylonen |                                             |                                                     | Ambachtsweg (ongenummerd) bij 42                                                                               | 50° 50' 43" NB, 5° 40' 43" OL | 0935/2361             | Upload foto |
| Twee rijen van totaal 20 woningen; deel van een complex van 83 arbeiderswoningen in expressionistische trant (Blauwdorp)                 | 1918                                        | Z. Gulden en M. Geldmaker                           | Gildenweg 29-48 (even en oneven)                                                                               | 50° 50' 42" NB, 5° 40' 39" OL | 0935/3443 [dode link] | Twee rijen van totaal 20 woningen; deel van een complex van 83 arbeiderswoningen in expressionistische trant (Blauwdorp)                 |
| Twee woningen met lijstgevel in eclectische stijl                                                                                        | begin 20e eeuw                              |                                                     | Hertogsingel 2-4                                                                                               | 50° 50' 56" NB, 5° 40' 40" OL | 0935/2482 [dode link] | Twee woningen met lijstgevel in eclectische stijl                                                                                        |
| Stadswoning met lijstgevel in rationalistische stijl                                                                                     | begin 20e eeuw                              |                                                     | Hertogsingel 6                                                                                                 | 50° 50' 56" NB, 5° 40' 40" OL | 0935/2483             | Stadswoning met lijstgevel in rationalistische stijl                                                                                     |
| Stadswoning met lijstgevel in eclectische stijl                                                                                          | begin 20e eeuw                              |                                                     | Hertogsingel 8                                                                                                 | 50° 50' 55" NB, 5° 40' 40" OL | 0935/2484             | Stadswoning met lijstgevel in eclectische stijl                                                                                          |
| Praktijkwoning met lijstgevel in rationalistische stijl                                                                                  | begin 20e eeuw                              |                                                     | Hertogsingel 10                                                                                                | 50° 50' 55" NB, 5° 40' 40" OL | 0935/2485             | Praktijkwoning met lijstgevel in rationalistische stijl                                                                                  |
| Drie herenhuizen in traditioneel-ambachtelijke stijl                                                                                     | 1904                                        |                                                     | Hertogsingel 12-14-16                                                                                          | 50° 50' 55" NB, 5° 40' 41" OL | 0935/2488 [dode link] | Drie herenhuizen in traditioneel-ambachtelijke stijl                                                                                     |
| Stadswoning met lijstgevel in rationalistische stijl                                                                                     | begin 20e eeuw                              |                                                     | Hertogsingel 18                                                                                                | 50° 50' 54" NB, 5° 40' 41" OL | 0935/2489             | Stadswoning met lijstgevel in rationalistische stijl                                                                                     |
| Stadswoning met lijstgevel in rationalistische stijl                                                                                     | begin 20e eeuw                              |                                                     | Hertogsingel 20                                                                                                | 50° 50' 54" NB, 5° 40' 41" OL | 0935/2490             | Stadswoning met lijstgevel in rationalistische stijl                                                                                     |
| Stadswoning met lijstgevel in eclectische stijl                                                                                          | begin 20e eeuw                              |                                                     | Hertogsingel 22                                                                                                | 50° 50' 54" NB, 5° 40' 41" OL | 0935/2491             | Stadswoning met lijstgevel in eclectische stijl                                                                                          |
| Stadswoning met lijstgevel in eclectische stijl                                                                                          | begin 20e eeuw                              |                                                     | Hertogsingel 24                                                                                                | 50° 50' 54" NB, 5° 40' 41" OL | 0935/2493             | Stadswoning met lijstgevel in eclectische stijl                                                                                          |
| Stadswoning met lijstgevel in eclectische stijl                                                                                          | begin 20e eeuw                              |                                                     | Hertogsingel 26                                                                                                | 50° 50' 54" NB, 5° 40' 42" OL | 0935/2494             | Stadswoning met lijstgevel in eclectische stijl                                                                                          |
| Stadswoning met lijstgevel in eclectische stijl                                                                                          | begin 20e eeuw                              |                                                     | Hertogsingel 28                                                                                                | 50° 50' 53" NB, 5° 40' 42" OL | 0935/2495             | Stadswoning met lijstgevel in eclectische stijl                                                                                          |
| Stadswoning met lijstgevel in eclectische stijl                                                                                          | begin 20e eeuw                              |                                                     | Hertogsingel 30                                                                                                | 50° 50' 53" NB, 5° 40' 42" OL | 0935/2496             | Stadswoning met lijstgevel in eclectische stijl                                                                                          |
| Twee stadswoningen in electicistische stijl                                                                                              | begin 20e eeuw                              |                                                     | Hertogsingel 32-34                                                                                             | 50° 50' 53" NB, 5° 40' 42" OL | 0935/2499 [dode link] | Twee stadswoningen in electicistische stijl                                                                                              |
| Stadswoning met lijstgevel in eclectische stijl                                                                                          | begin 20e eeuw                              |                                                     | Hertogsingel 36                                                                                                | 50° 50' 53" NB, 5° 40' 42" OL | 0935/2500             | Stadswoning met lijstgevel in eclectische stijl                                                                                          |
| Stadswoning met lijstgevel in eclectische stijl                                                                                          | begin 20e eeuw                              |                                                     | Hertogsingel 38                                                                                                | 50° 50' 53" NB, 5° 40' 42" OL | 0935/2502             | Stadswoning met lijstgevel in eclectische stijl                                                                                          |
| Twee stadswoningen | 1910                                        |                                                     | Hertogsingel 40-42                                                                                             | 50° 50' 52" NB, 5° 40' 43" OL | 0935/2505 [dode link] | Twee stadswoningen |
| Vijf stadswoningen in traditioneel-ambachtelijke stijl                                                                                   | 1905                                        |                                                     | Hertogsingel 44-52 (even)                                                                                      | 50° 50' 52" NB, 5° 40' 43" OL | 0935/2510 [dode link] | Vijf stadswoningen in traditioneel-ambachtelijke stijl                                                                                   |
| Herenhuis | 1909                                        |                                                     | Hertogsingel 54                                                                                                | 50° 50' 51" NB, 5° 40' 44" OL | 0935/2511             | Herenhuis |
| Woning met lijstgevel in rationalistische stijl                                                                                          | begin 20e eeuw                              |                                                     | Hertogsingel 56                                                                                                | 50° 50' 51" NB, 5° 40' 44" OL | 0935/2512             | Woning met lijstgevel in rationalistische stijl                                                                                          |
| Woonhuis in rationalistische stijl | 1908                                        |                                                     | Hertogsingel 58 A&B                                                                                            | 50° 50' 51" NB, 5° 40' 44" OL | 0935/2517 [dode link] | Woonhuis in rationalistische stijl |
| Herenhuis | 1908                                        |                                                     | Hertogsingel 58c – Brandenburgerplein 1                                                                        | 50° 50' 50" NB, 5° 40' 44" OL | 0935/2514             | Herenhuis |
| Woonhuis in rationalistische stijl | circa 1920                                  |                                                     | Hertogsingel 60A                                                                                               | 50° 50' 48" NB, 5° 40' 46" OL | 0935/2521             | Woonhuis in rationalistische stijl |
| Woonhuis | circa 1920                                  |                                                     | Hertogsingel 60C                                                                                               | 50° 50' 47" NB, 5° 40' 47" OL | 0935/2523             | Woonhuis |
| Woonhuis in eclectische stijl | 1915-1920                                   |                                                     | Hertogsingel 64                                                                                                | 50° 50' 47" NB, 5° 40' 47" OL | 0935/2524             | Woonhuis in eclectische stijl |
| Herenhuis in traditioneel-ambachtelijke stijl                                                                                            | 1914                                        |                                                     | Hertogsingel 66                                                                                                | 50° 50' 46" NB, 5° 40' 47" OL | 0935/2525             | Herenhuis in traditioneel-ambachtelijke stijl                                                                                            |
| Dubbel woonhuis in eclectische stijl | circa 1915                                  |                                                     | Hertogsingel 68-70                                                                                             | 50° 50' 46" NB, 5° 40' 47" OL | 0935/2526             | Dubbel woonhuis in eclectische stijl |
| Dubbel herenhuis | 1913                                        |                                                     | Hertogsingel 72-74                                                                                             | 50° 50' 46" NB, 5° 40' 48" OL | 0935/2531 [dode link] | Dubbel herenhuis |
| Herenhuis | 1913                                        |                                                     | Hertogsingel 76-78                                                                                             |                               | 0935/2533 [dode link] | Herenhuis |
| Stadswoning in traditioneel-ambachtelijke stijl                                                                                          | 1913                                        |                                                     | Hertogsingel 80                                                                                                | 50° 50' 45" NB, 5° 40' 48" OL | 0935/2534             | Stadswoning in traditioneel-ambachtelijke stijl                                                                                          |
| Herenhuis | 1915                                        |                                                     | Hertogsingel 82                                                                                                | 50° 50' 45" NB, 5° 40' 48" OL | 0935/2535             | Herenhuis |
| Woonhuis in eclectische stijl | 1915                                        |                                                     | Hertogsingel 84                                                                                                | 50° 50' 45" NB, 5° 40' 49" OL | 0935/2536             | Woonhuis in eclectische stijl |
| Herenhuis | 1923                                        |                                                     | Hertogsingel 88                                                                                                | 50° 50' 44" NB, 5° 40' 49" OL | 0935/2537             | Herenhuis |
| Herenhuis in traditioneel-ambachtelijke stijl                                                                                            | 1923                                        |                                                     | Hertogsingel 90                                                                                                | 50° 50' 44" NB, 5° 40' 49" OL | 0935/2538             | Herenhuis in traditioneel-ambachtelijke stijl                                                                                            |
| Dubbel woonhuis in rationalistische stijl                                                                                                | circa 1915-1920                             |                                                     | Hertogsingel 92 A & B                                                                                          | 50° 50' 44" NB, 5° 40' 49" OL | 0935/2539             | Dubbel woonhuis in rationalistische stijl                                                                                                |
| Stadswoning | 1923                                        |                                                     | Hertogsingel 96                                                                                                | 50° 50' 43" NB, 5° 40' 50" OL | 0935/2540             | Stadswoning |
| Dubbel herenhuis met bovenwoningen in traditioneel-ambachtelijke stijl                                                                   | circa 1915                                  |                                                     | Hertogsingel 100, 100 A & 100B                                                                                 | 50° 50' 43" NB, 5° 40' 50" OL | 0935/2543 [dode link] | Dubbel herenhuis met bovenwoningen in traditioneel-ambachtelijke stijl                                                                   |
| Herenhuis in traditioneel-ambachtelijke stijl                                                                                            | circa 1900                                  |                                                     | Hertogsingel 102                                                                                               | 50° 50' 43" NB, 5° 40' 50" OL | 0935/2544             | Herenhuis in traditioneel-ambachtelijke stijl                                                                                            |
| Herenhuis | 1923                                        |                                                     | Hertogsingel 104                                                                                               | 50° 50' 42" NB, 5° 40' 50" OL | 0935/2545             | Herenhuis |
| Dubbel woonhuis in traditioneel-ambachtelijke stijl                                                                                      | circa 1920                                  |                                                     | Hertogsingel 106a-b                                                                                            | 50° 50' 42" NB, 5° 40' 50" OL | 0935/2546             | Dubbel woonhuis in traditioneel-ambachtelijke stijl                                                                                      |
| Woonhuis |                                             |                                                     | Hertogsingel 108                                                                                               | 50° 50' 42" NB, 5° 40' 51" OL | 0935/2548 [dode link] | Woonhuis |
| Woonhuis met lijstgevel in eclectische stijl                                                                                             | begin 20e eeuw                              |                                                     | Koningin Emmaplein 15                                                                                          | 50° 50' 56" NB, 5° 40' 40" OL | 0935/2558             | Woonhuis met lijstgevel in eclectische stijl                                                                                             |
| U-vormige rij van 27 woningen; deel van een complex van 83 arbeiderswoningen in expressionistische trant (Blauwdorp)                     | 1918                                        | Z. Gulden en M. Geldmaker                           | Minister Goeman Borgesiusplantsoen 1 t/m 27 (even/oneven)                                                      | 50° 50' 40" NB, 5° 40' 41" OL | 0935/2573 [dode link] | U-vormige rij van 27 woningen; deel van een complex van 83 arbeiderswoningen in expressionistische trant (Blauwdorp)                     |
| Borstbeeld Burgemeester Van Oppen, ter ere van diens 25-jarig ambtsjubileum                                                              | 1935                                        |                                                     | Minister Goeman Borgesiusplantsoen (ongenummerd)                                                               | 50° 50' 41" NB, 5° 40' 43" OL | 0935/2572             | Borstbeeld Burgemeester Van Oppen, ter ere van diens 25-jarig ambtsjubileum                                                              |
| Rij van 16 woningen; deel van een complex van 83 arbeiderswoningen in expressionistische trant (Blauwdorp)                               | 1918                                        | Z. Gulden en M. Geldmaker                           | Proosdijweg 85-115 (oneven)                                                                                    | 50° 50' 39" NB, 5° 40' 39" OL | 0935/3264 [dode link] | Rij van 16 woningen; deel van een complex van 83 arbeiderswoningen in expressionistische trant (Blauwdorp)                               |
| Complex van 36 arbeiderswoningen | 1939                                        | A. Knipschild                                       | Resedastraat 11-29 (oneven), Rozenstraat 15-35 (oneven), Begoniastraat 2-20 (even), Gentiaanstraat 2-10 (even) | 50° 50' 44" NB, 5° 40' 20" OL | 0935/3550 [dode link] | Complex van 36 arbeiderswoningen |
| Wooncomplex van 52 woningen |                                             |                                                     | Ruttensingel 32-76 (even); Brouwersweg 57-83 (oneven); Rozenstraat 1, 2-24 (even); Hyacintenstraat 1a en 1b    | 50° 50' 49" NB, 5° 40' 22" OL | 0935/3505 [dode link] | Wooncomplex van 52 woningen |
| Flat | 1960                                        | G. Snelder                                          | Sint Annadal 10b-r-18b-r (even en oneven), 19 en 20                                                            | 50° 50' 54" NB, 5° 40' 22" OL | 0935/2605             | Flat |
| Woonhuis in neobarokke stijl | circa 1910                                  |                                                     | Sint Annalaan 11                                                                                               | 50° 50' 57" NB, 5° 40' 35" OL | 0935/2606             | Woonhuis in neobarokke stijl |
| Dubbel woonhuis in rationalistische stijl                                                                                                |                                             |                                                     | Tongerseplein 7-8                                                                                              | 50° 50' 42" NB, 5° 40' 51" OL | 0935/2644 [dode link] | Dubbel woonhuis in rationalistische stijl                                                                                                |
| Dubbel woonhuis in eclectische stijl | circa 1915-1920                             |                                                     | Tongerseplein 9-10                                                                                             | 50° 50' 41" NB, 5° 40' 50" OL | 0935/2646             | Dubbel woonhuis in eclectische stijl |
| Woonhuis met lijstgevel in eclectische stijl                                                                                             | begin 20e eeuw                              |                                                     | Tongerseplein 11                                                                                               | 50° 50' 41" NB, 5° 40' 50" OL | 0935/2645             | Woonhuis met lijstgevel in eclectische stijl                                                                                             |
| Woonhuis met lijstgevel in eclectische stijl                                                                                             | begin 20e eeuw                              |                                                     | Tongerseweg 36                                                                                                 | 50° 50' 41" NB, 5° 40' 50" OL | 0935/2648 [dode link] | Woonhuis met lijstgevel in eclectische stijl                                                                                             |
| Dubbel woonhuis met lijstgevel in eclectische stijl                                                                                      | begin 20e eeuw                              |                                                     | Tongerseweg 38                                                                                                 | 50° 50' 41" NB, 5° 40' 50" OL | 0935/2649             | Dubbel woonhuis met lijstgevel in eclectische stijl                                                                                      |
| Stadswoning in traditioneel-ambachtelijke stijl                                                                                          | 1916                                        |                                                     | Tongerseweg 40                                                                                                 | 50° 50' 41" NB, 5° 40' 49" OL | 0935/2650             | Stadswoning in traditioneel-ambachtelijke stijl                                                                                          |
| Woonhuis met lijstgevel in eclectische stijl                                                                                             | begin 20e eeuw                              |                                                     | Tongerseweg 50; 50a-b                                                                                          | 50° 50' 40" NB, 5° 40' 48" OL | 0935/2651             | Woonhuis met lijstgevel in eclectische stijl                                                                                             |
| Dubbele stadswoning in traditioneel-ambachtelijke stijl                                                                                  | 1924                                        |                                                     | Tongerseweg 56a-b                                                                                              | 50° 50' 40" NB, 5° 40' 47" OL | 0935/2652             | Dubbele stadswoning in traditioneel-ambachtelijke stijl                                                                                  |
| Rij van 10 woningen; deel van een complex van 83 arbeiderswoningen in expressionistische trant (Blauwdorp)                               | 1918                                        | Z. Gulden en M. Geldmaker                           | Tongerseweg 64-82 (even)                                                                                       | 50° 50' 39" NB, 5° 40' 42" OL | 0935/3436 [dode link] | Rij van 10 woningen; deel van een complex van 83 arbeiderswoningen in expressionistische trant (Blauwdorp)                               |
| Complex van dertien van elkaar geschakelde woningen in een expressionistische stijl met in de decoratie sterke invloeden van de art deco | 1922                                        | Jacob London                                        | Tongerseweg 84-108 (even)                                                                                      | 50° 50' 38" NB, 5° 40' 37" OL | 0935/2667 [dode link] | Complex van dertien van elkaar geschakelde woningen in een expressionistische stijl met in de decoratie sterke invloeden van de art deco |
| Voormalige boerderij met schuur |                                             |                                                     | Tongerseweg 118                                                                                                | 50° 50' 36" NB, 5° 40' 31" OL | 0935/2668             | Voormalige boerderij met schuur |
| Dorpswoning | 1900                                        |                                                     | Tongerseweg 150                                                                                                | 50° 50' 35" NB, 5° 40' 25" OL | 0935/2670 [dode link] | Dorpswoning |
| Kazemat van type S, een neutraliteitsbunker                                                                                              | 1939                                        |                                                     | Tongerseweg bij 270                                                                                            | 50° 50' 28" NB, 5° 40' 3" OL  | 0935/2671             | Kazemat van type S, een neutraliteitsbunker                                                                                              |
| Complex van zeven middenstandswoningen                                                                                                   | 1921 (ontwerp), 1922 (bouw)                 | H. de Ronde                                         | Volksplein 19-25                                                                                               | 50° 50' 53" NB, 5° 40' 39" OL | 0935/2709 [dode link] | Complex van zeven middenstandswoningen                                                                                                   |
| Dubbel pand; twee woonhuizen in eclectische stijl                                                                                        | circa 1915-1920                             |                                                     | Volksplein 40 A&B en 41 A&B                                                                                    | 50° 50' 55" NB, 5° 40' 35" OL | 0935/2711 [dode link] | Dubbel pand; twee woonhuizen in eclectische stijl                                                                                        |
| Voorgevel van de voormalige mouterij van brouwerij De Zwarte Ruiter                                                                      | eind 19e eeuw                               |                                                     | Volksplein 70-71                                                                                               | 50° 50' 56" NB, 5° 40' 32" OL | 0935/2713             | Voorgevel van de voormalige mouterij van brouwerij De Zwarte Ruiter                                                                      |
| Trafogebouw met decoratieve architectuurelementen                                                                                        |                                             |                                                     | Volksplein ongenummerd (naast 70-71)                                                                           | 50° 50' 56" NB, 5° 40' 32" OL | 0935/2712             | Trafogebouw met decoratieve architectuurelementen                                                                                        |
| Complex van twaalf geschakelde woningen                                                                                                  | 1920                                        | Willem Sprenger                                     | Willem Vliegenstraat 13 t/m 35 (oneven)                                                                        | 50° 50' 47" NB, 5° 40' 39" OL | 0935/3386 [dode link] | Complex van twaalf geschakelde woningen                                                                                                  |